# Parotis athysanota
Parotis athysanota là một loài bướm đêm trong họ Crambidae.